# Calomicrus porrectus
Calomicrus porrectus es un coleóptero de la familia Chrysomelidae.
Fue descrita científicamente por primera vez en 1937 por Normand.